# Cuzy
Cuzy ist eine französische Gemeinde mit 111 Einwohnern (Stand: 1. Januar 2022) im Département Saône-et-Loire in der Region Bourgogne-Franche-Comté. Sie gehört zum Arrondissement Charolles und zum Kanton Gueugnon. Die Einwohner werden Cuzyquois genannt.

## Geographie
Cuzy liegt etwa 30 Kilometer südwestlich von Autun.
Nachbargemeinden von Cuzy sind Luzy im Norden und Nordwesten, Charbonnat im Nordosten, Montmort im Osten und Südosten sowie Issy-l’Évêque im Süden und Westen.

## Bevölkerungsentwicklung
| Jahr                      | 1962 | 1968 | 1975 | 1982 | 1990 | 1999 | 2006 | 2013 |
| Einwohner                 | 269  | 240  | 211  | 194  | 156  | 128  | 138  | 138  |
| Quelle: Cassini und INSEE |      |      |      |      |      |      |      |      |

## Sehenswürdigkeiten

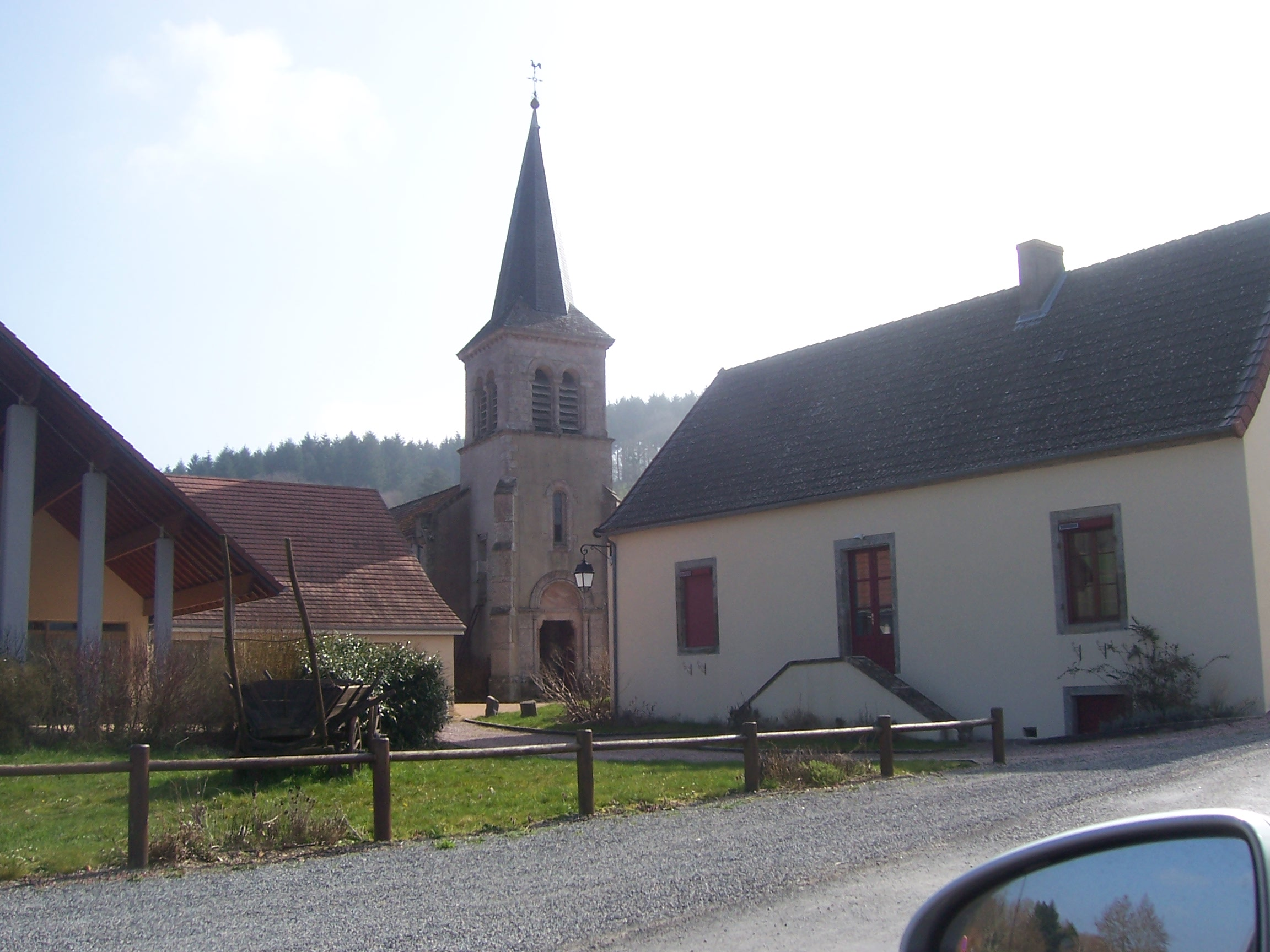
Kirche Saint-Barthélemy

- Kirche Saint-Barthélemy